# Destacamento de los Mares del Sur

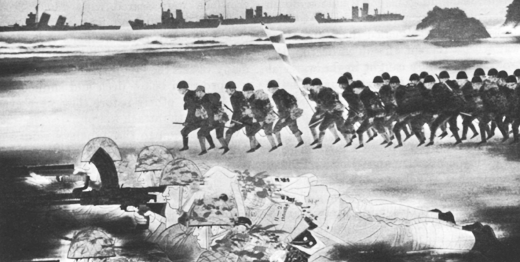
El desembarco principal del 144.º Regimiento de Infantería, Destacamento de los Mares del Sur, durante la Batalla de Guam (1941), pintado por Kohei Ezaki.

El Destacamento de los Mares del Sur (南海支隊, Nankai Shitai) del Ejército Imperial Japonés fue una fuerza del tamaño de una brigada formada en 1941 para ser la unidad del ejército utilizada en la captura japonesa de los grupos de islas del Pacífico Sur de Wake, Guam y las islas Gilbert. Como parte de la Fuerza de los Mares del Sur, cayó bajo el mando y control de la Armada Imperial Japonesa. Fue sacado de la 55.ª División y fue comandado por el Mayor General Tomitarō Horii. Consistió en las siguientes unidades:
- 144.º Regimiento de Infantería con 2700 hombres
- 1.º Batallón del 55.º Regimiento de Artillería de Montaña con 750 hombres y 12 cañones de montaña de 75 mm.
- Tercer Escuadrón del 55.º Regimiento de Caballería
- Primera compañía 47.° Batallón de artillería antiaérea.
- Compañía de armas de infantería del 144.º Regimiento de Infantería
- Ingenieros, comunicaciones, transporte y 3 destacamentos médicos.

El destacamento se utilizaría para apoderarse de Guam, pero se desvió a Wake después del intento fallido inicial de la armada de apoderarse del atolón, donde sufrió algunas bajas. Más tarde se unió a la 55.ª División para la Campaña de Nueva Guinea.

## Objetivos del Destacamento de los Mares del Sur
El 4 de mayo de 1942, los buques de guerra del Destacamento de los Mares del Sur zarparon hacia el sur desde Rabaul hacia Port Moresby. Tres días más tarde, sin embargo, parecía haber un compromiso naval en el Mar del Coral; con lo cual los transportes inmediatamente se desviaron hacia el norte, para evitar el combate. La batalla del Mar de Coral causó no poca pérdida a la 4.ª Flota. Los planes para desembarcar el Destacamento de los Mares del Sur directamente en Port Moresby desde el mar tuvieron que ser abandonados.
El Cuartel General Imperial, el 18 de mayo de 1942, emitió una orden de batalla para el 17.º Ejército, a ser comandada por el Teniente General Haruyoshi Hyakutake. Un ejército solo de nombre, estaba compuesto por varios grupos de regimiento de infantería:
- Destacamento de los mares del sur
- Destacamento de Aoba
- 35.ª Brigada de Infantería (sin el 114.º Regimiento de Infantería)
- 41.º Regimiento de Infantería, etc.

La misión del 17.º Ejército en la Operación FS fue la captura de puntos estratégicos en las islas Nuevas Hébridas, Nueva Caledonia, Fiji y Samoa (también Tuvalu, Tokelau, Tonga, otras fuentes incluidas en las islas Fénix, (base estratégica de EE. UU. En el área) así como la ocupación de Port Moresby, todo en cooperación con la Armada japonesa.
El objetivo de estas operaciones era tomar posesión de los puntos estratégicos de la isla para intensificar un corte en el contacto entre los Estados Unidos y Australia, al tiempo que aplastaba los planes de contraataque de los estadounidenses y los australianos desde las mismas áreas. La acción debía comenzar a principios de julio de 1942.

## Planificación táctica del destacamento de los Mares del Sur
Con base en los planes operativos, las tropas del Ejército estaban constantemente haciendo operaciones de combate cuando, el 11 de julio, CGI ordenó la suspensión de las acciones proyectadas contra Nueva Caledonia, Fiji y Samoa, porque la Flota Combinada había fallado en Midway. Los motivos de la suspensión de operaciones pueden resumirse más detalladamente:
1. La flota combinada había resultado gravemente herida en la batalla de Midway.
2. Por la experiencia en Midway, se había aprendido lo difícil que era atacar una isla.
3. La opinión estaba ganando terreno de que sería más ventajoso intensificar las operaciones en el Océano Índico occidental, junto con las acciones del Ejército alemán y conducir sobre el Canal de Suez.

Con la liberación del Decimoséptimo Ejército de la misión de atacar Nueva Caledonia, Fiji y Samoa, el CGI asignó un nuevo doble objetivo:
- La captura y seguridad de Port Moresby, en cooperación con la Armada; y la toma oportuna de puntos estratégicos en el este de Nueva Guinea.
- Los componentes del ejército que iban a participar en las nuevas operaciones contra Port Moresby incluían la mayor parte del 17.º Ejército (aproximadamente seis batallones de infantería, principalmente); fuerzas navales que comprenden la Octava Flota; y unidades construidas alrededor del 25 ° Regimiento Aéreo. Según el plan, se esperaba que la fuerza principal del ejército capturara Port Moresby y los aeródromos cercanos, desde la dirección de Kokoda y Buna, lo antes posible.
- La Armada se comprometería a derrotar a las fuerzas aéreas estadounidenses y australianas, dominar la flota estadounidense-australiana y proporcionar apoyo directo para las operaciones terrestres. Una unidad del Ejército había estado explorando el camino a través de la cordillera de Owen Stanley, que se extienden al norte de Port Moresby.

Sin esperar los informes de reconocimiento, el Decimoséptimo Comandante del Ejército aterrizó rápidamente el Destacamento de los Mares del Sur cerca de Buna a mediados de julio de 1942, y luego los apresuró hacia Port Moresby.